# Црква Светог пророка Илије у Бјеловцу
Црква Светог пророка Илије једнобродна је грађевина у селу Бјеловац,  у општини Братунац, Република Српска. Припада епархији зворничко-тузланској, а посвећена је Светом пророку Илији.
Градња цркве започета је 2002. године. Сазидана је од ситне цигле, димензија је 14,5 × 8,5 m, покривена је бакром који је донет са цркве манастира Сасе приликом обнове истог. Има звоник са једним звоном. Када је градња завршена 2010. године, Епископ Василије осветио је храм.
Храм није живописан, а иконостас од храстовог дрвета је цркви поклонио Никола Стојановић из Раковца. Иконе је осликао Горан Пешић из Чачка.
Поред цркве постоји монтажни објекат који врши улогу парохијског дома. На западном зиду цркве постављена је спомен-плоча страдалима током Одбрамбено-отаџбинског рата 1992—1995. године (Покољ у Бјеловцу 1992.).